# König-Abdullah-Moschee (Amman)

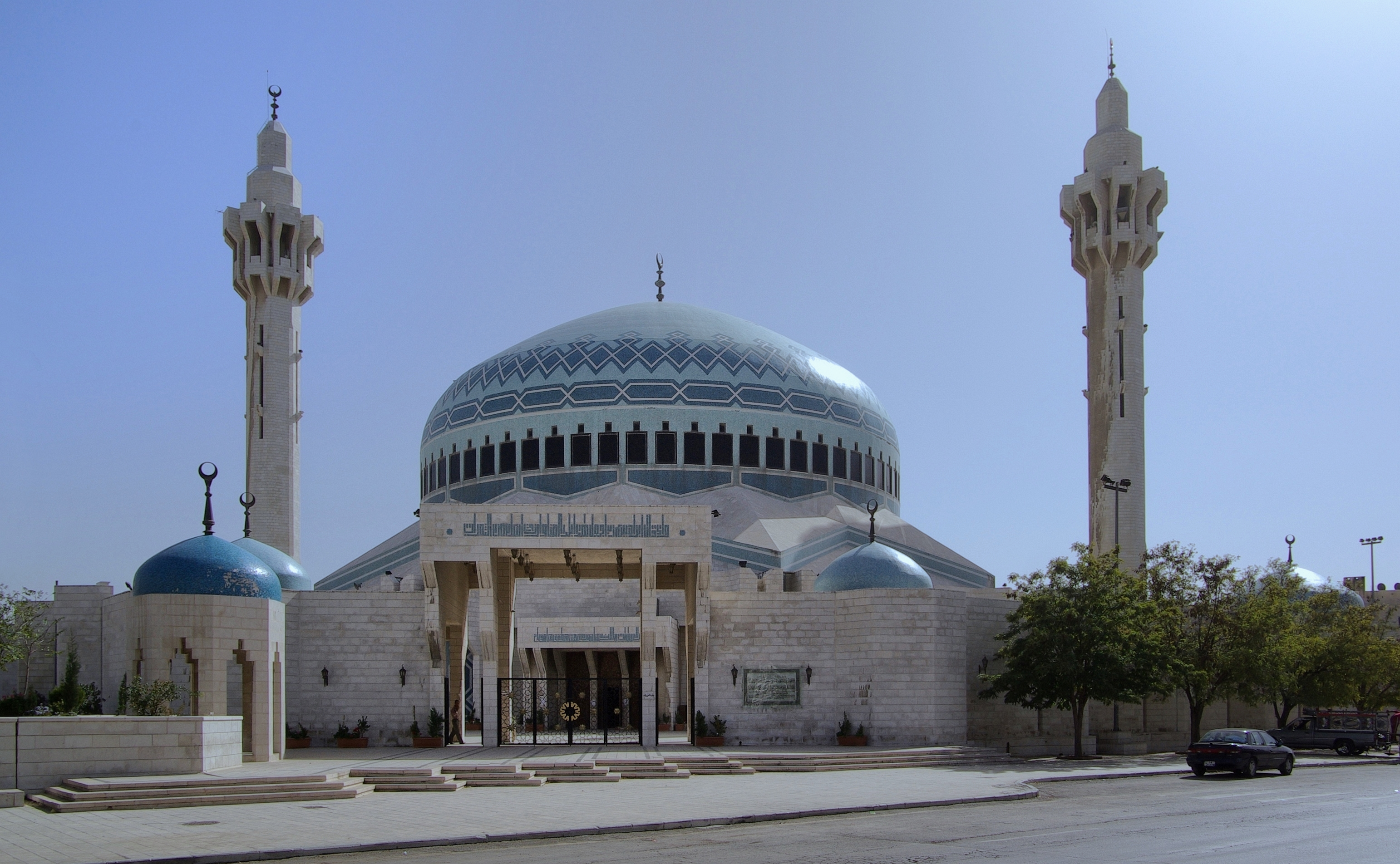
König-Abdullah-Moschee

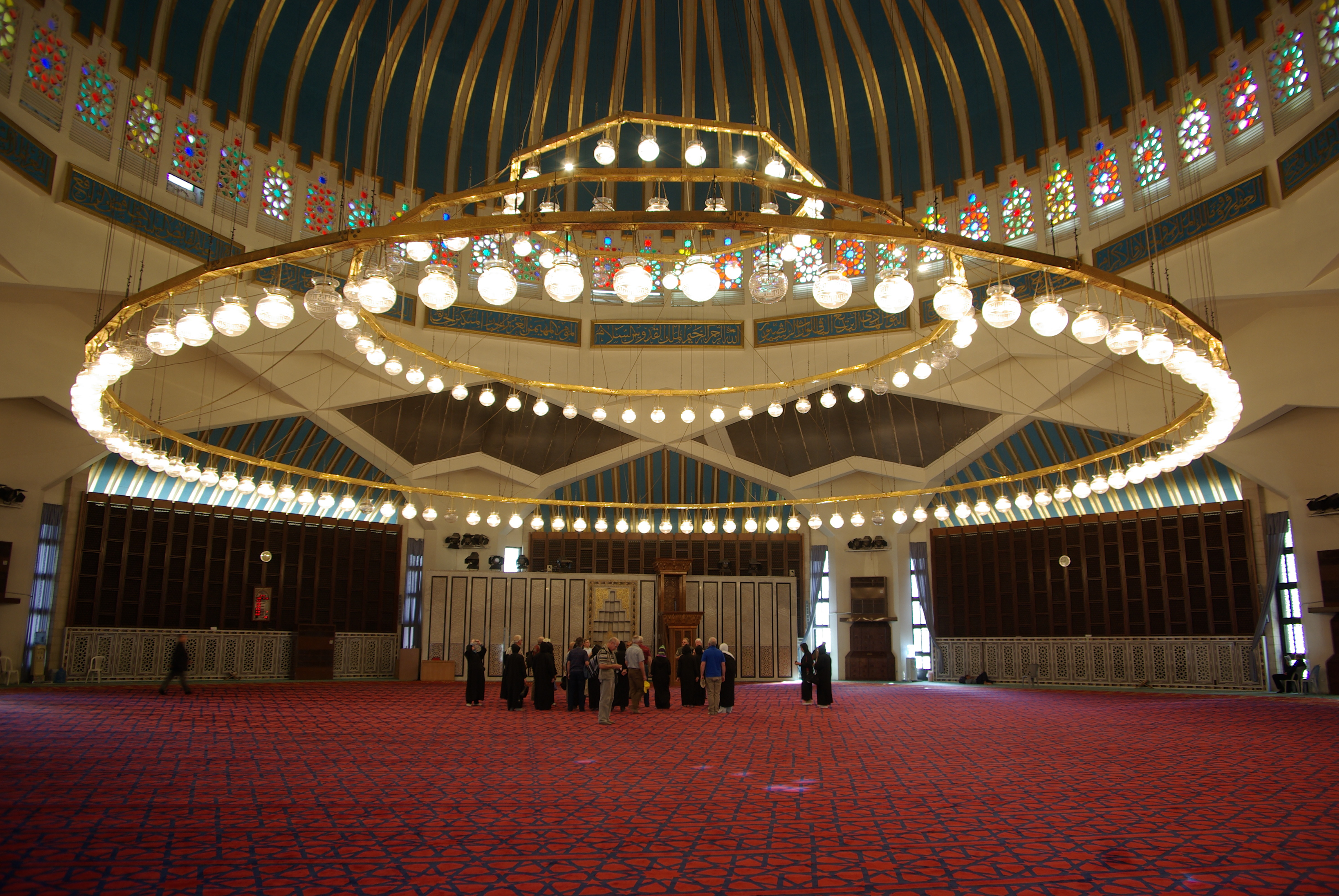
Gebetsraum unter der Kuppel

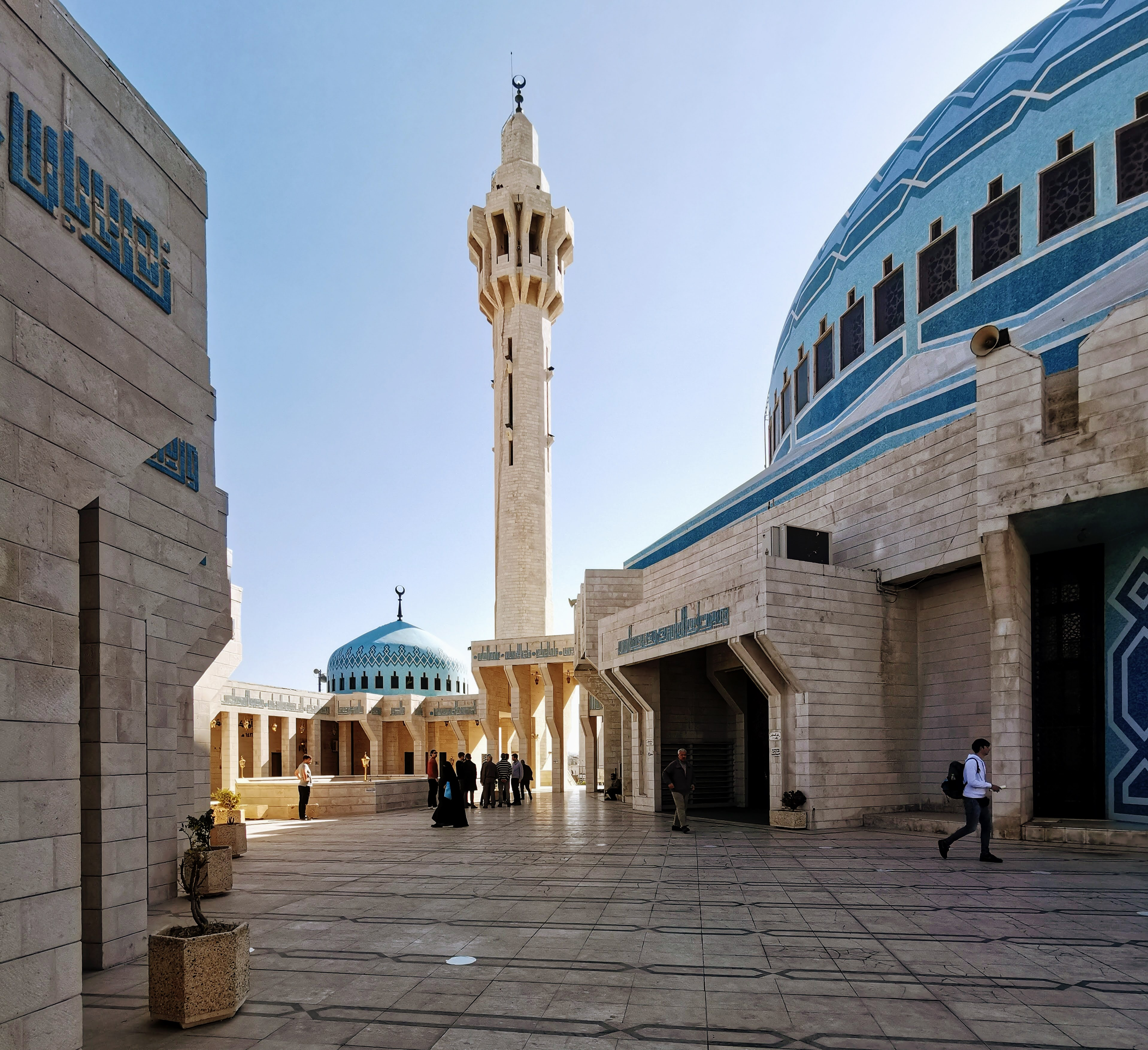
König-Abdullah-Moschee

Die König-Abdullah-Moschee (arabisch مسجد الملك عبد الله الأول, DMG Masǧid al-Malik ʿAbd Allāh al-awwal) ist eine bedeutende Moschee in Amman, Jordanien.
Die Moschee wurde zwischen 1982 und 1990 im Auftrag von König Hussein I. gebaut und nach seinem Großvater Abdallah ibn Husain I., dem Emir und ersten König von (Trans-)Jordanien, benannt. Die Planungen gehen auf Arbeiten des böhmisch-deutschen Architekten Jan Cejka (* 1933) zurück.
Die Moschee ist auf dem Hügel Jabal al-Lweibdeh im westlichen Teil der jordanischen Hauptstadt gelegen. Ihre charakteristische, mit Mosaiken verzierte blaue Hauptkuppel avancierte zu einem Wahrzeichen Ammans. Daneben erheben sich noch zwei kleinere Kuppeln und zwei futuristisch anmutende Minarette. Die Kuppel beherbergt einen darunter liegenden Gebetsraum (für Männer); sie ist im Zentralschiff nicht durch Säulen gestützt und erinnert so an den Felsendom in Jerusalem.
Seit 11. April 2006 ist die König-Abdullah-Moschee nicht mehr jordanische Nationalmoschee. An ihre Stelle trat die von König Abdullah II. 2004–2005 in Erinnerung an seinen Vater Hussein I. erbaute König-Hussein-bin-Talal-Moschee, die derzeit größte Moschee Jordaniens.
Im Moschee-Komplex befindet sich ein Museum für islamische Geschichte und Religion. Die Moschee ist als einzige Moschee in Amman auch für Nicht-Muslime geöffnet. Im Touristen-Eingang befindet sich ein umfangreicher Souvenir-Handel.